# سیارک ۴۴۰۱۶
سیارک ۴۴۰۱۶ (به انگلیسی: 44016 Jimmypage، نامگذاری:1997WQ28) چهل و چهار هزار و شانزدهمین سیارک کشف شده‌است که در ۳۰ نوامبر ۱۹۹۷ کشف شد.